# Gustave Rothan
Gustave Rothan (1822—1890) var en fransk diplomat og historiker. 
Rothan var 1847—60 legationssekretær ved flere tyske hoffer og blev 1867 generalkonsul i Frankfurt. Han var 1868—70 sendemand ved hansestædernes og de tilgrænsende landes regeringer. I kejserdømmets sidste tid forflyttedes han til Firenze indtil september 1870 og tog afsked fra statstjenesten efter freden. 1879—87 udgav han en række oplysende fremstillinger af Frankrigs og dets nabolandes politiske historie i tidsrummet 1866—70: La politique française 1866 (1879), L'affaire de Luxembourg (2 bind 1882), L'Allemagne et l'Italie 1870—71 (2 bind 1884—85) og La politique extérieure de la France en 1867 (2 bind 1887); de to første vandt prisbelønninger fra det franske akademi. Senere fulgte La Prusse et son roi pendant la guerre de Crimée (1888) og Europe et l'avènement du second empire (1890). På grund af disse skrifter forbød den tyske regering 1885 Rothan adgang til Alsace, skønt han var født i dette landskab og havde en ejendom der. 